# Dziewczyna XXI-go wieku
Dziewczyna XXI-go wieku (ang. Zenon: Girl of the 21st Century) – amerykański film komediowy z 1999 roku w reżyserii Kennetha Johnsona. Szósty film z kanonu Disney Channel Original Movies.
Światowa premiera filmu odbyła się 23 stycznia 1999 roku.

## Opis fabuły
Rok 2049. Zenon Kar (Kirsten Storms), sprawiająca duże kłopoty wychowawcze 13-letnia uczennica, mieszka z rodziną na odległej stacji kosmicznej. Za karę zostaje wysłana na dłuższy czas do najgorszego z wszystkich możliwych miejsc – na Ziemię. Przez kilka tygodni próbuje przystosować się do nowego otoczenia. W końcu dziewczynka prosi poznanych tu przyjaciół, by pomogli jej wrócić do domu.

## Obsada
- Kirsten Storms jako Zenon Kar
- Stuart Pankin jako komandor porucznik Edward Plank
- Holly Fulger jako ciocia Judy Kling
- Frederick Coffin jako Parker Wyndham
- Bob Bancroft jako pan Lutz
- Greg Thirloway jako Mark Kar
- Phillip Rhys jako Proto Zoa/Microbe
- Gwynyth Walsh jako Astrid Kar
- Lauren Maltby jako Margie Hammond
- Danielle Fraser jako Lynx
- Brenden Richard Jefferson jako Andrew
- Blair Slater jako Aquillat
- Zach Lipovsky jako Matt
- Neil Denis jako Leo
- Gregory Smith jako Greg
- Kea Wong jako Gemma
- Raven-Symoné jako Nebula Wade